# Telenarcosi
L’anestesia a distanza, detta telenarcosi o teleanestesia (formata dal prefisso tele, "a distanza", e dal termine dal greco νάρκωσις “torpore”) è una pratica per la cattura di animali selvatici sia in ambito montano sia urbano.

La telenarcosi viene eseguita anche per sedare animali domestici in alcune situazioni di pericolo per la sicurezza pubblica. L’anestesia entro pochi minuti dalla somministrazione produce una rapida immobilizzazione dell’animale, mentre il risveglio è accompagnato da difficoltà di movimento e da spasmi muscolari.

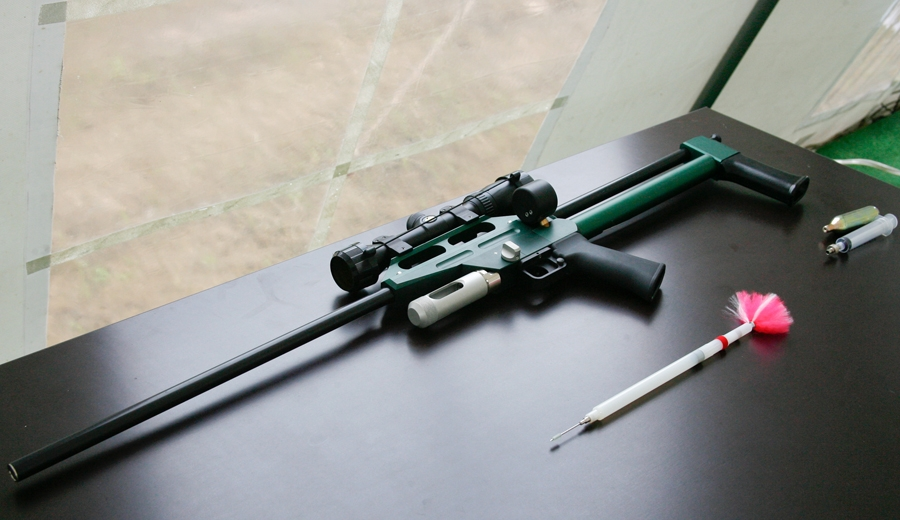
fucile ad aria compressa con un dardo tranquillante

Il primo moderno sistema di somministrazione remota dei farmaci è stato inventato dagli scienziati dell'Università della Georgia nel 1950. Le sostanze presenti nelle fiale iniettabili sono composte da Ketamina e Xilazina o Zolazepam e Tiletammina.
Si utilizzano cerbottane o fucili con dardi-siringa:
- L’utilizzo della cerbottana è limitata ad animali che è possibile avvicinare ad una distanza di almeno 3-4 metri.
- I fucili lancia siringhe per la narcosi a distanza di animali sono considerati armi comuni da sparo (articolo 2, Legge 110/75).[4] Esistono fucili con carica esplosiva o a gas compressi (anidride carbonica). Per l’essere autorizzati all’uso di entrambi è necessario aver conseguito il porto d’arma.[5]

La teleanestesia ha provocato in alcuni casi la morte dell’animale sedato. Associazioni a tutela degli animali selvatici e per le specie protette hanno denunciato l’accaduto.
La telenarcosi è stato oggetto nel 2016 di un’interrogazione al Senato della Repubblica.